# 蚓紋石斑魚
蚓紋石斑魚，為輻鰭魚綱鱸形目鱸亞目鮨科的其中一種，分布於西太平洋區的澳洲海域，棲息深度27-80公尺，體長可達61公分，生活在珊瑚礁區，為底棲性魚類，屬肉食性，生活習性不明，可做為食用魚。

## 擴展閱讀
維基物種上的相關：蚓紋石斑魚